# ヒットマン エージェント:ジュン
『ヒットマン エージェント：ジュン』（原題：히트맨、Hitman）は、2020年の韓国映画
主演はクォン・サンウ。韓国での配給は、韓国ロッテグループのロッテエンターテイメント。日本での配給はアルバトロスである。
国家のヒットマンからウェブ漫画家に転身した主人公ジュンが描いた漫画が元で、家族ともどもトラブルに巻き込まれるアクションコメディである。
本作は240万人を動員し、2020年のTOP4に入った。2025年には続編『ヒットマン リサージェンス』が公開された。

## あらすじ
交通事故により両親を亡くし、孤児となったキム・ボンジュン（通称ジュン）は、国家情報院のエージェント、チョン・ドッキュに連れられ、国家の機密案件である暗殺要員部隊「猛攻隊」の一員となり、訓練を重ね、エースと呼ばれる一流エージェントである。だが、幼いころからジュンは絵を描くことが好きで、将来、漫画家になるのが夢だった。
子供のころの夢を捨てきれないジュンは、殉職を偽り、一般人として、漫画家として生きていく決心をする。
それから15年、キム・スヒョクとして生きるジュンは、美術講師の妻と娘に恵まれ、ウェブトゥーンの漫画家として活動していたが、未だに芽が出ず、編集長や工事現場の監督、さらには妻からも罵声を浴びせられる日々。唯一、娘のガヨンはいつもジュンのことを気にかけてくれていた。
ある日、ジュンはガヨンから釘を刺されていたにもかかわらず、投稿しているウェブトゥーンサイトのコメント欄を見ていた。案の定、そこにはジュンの漫画に対する読者からの酷評の嵐。怒りが頂天に達したジュンは、その時ガヨンから「ラップみたいに自分のことを描いてみたら？」と言われていたことを思い出し、猛攻隊だったころの自分の姿を、酔った勢いで「暗殺要員：ジュン」として漫画にしてしまう。とはいえ、ほんの描きなぐり感覚で描いたものなので公開は考えておらず、1話を描き終えたジュンはいつの間にか寝落ちしてしまうが、この時に帰って来ていた妻ミナに、ウェブ漫画として勝手に公開されてしまう。
いくら自分の過去を描いた漫画とはいえ、元々は国家機密。真っ青になるジュンは翌日、「削除してくれ！」と編集者に懇願するも「続きを描け！」と追い払われてしまう。
途方に暮れるジュンだったが、娘の部屋でラップの歌詞ノートを見つける。普段からヒップホップ音楽にのめりこんでいるガヨンは、行く行くはラッパーとしてミナやジュンを養いたいとラップのリリックで明かしていた。そんなガヨンの気持ちに、ジュンは続きを描く決心をする。
そんな裏事情をよそにジュンの漫画は大ヒット。漫画家キム・スヒョクの出世作となりつつあったが、機密をばらされたジュンの古巣の国家情報院は、ジュンが生きていると気が付く。すでに猛攻隊は廃止になっていたものの、裏切者のジュンに部隊を差し向けようとする。そのうえ、漫画にも登場するテロリストからも命を狙われ、自分の身だけでなく、家族にも命の危険が迫る。

## 登場人物
キム・ボンジュン（ジュン）/ スヒョク
演 - クォン・サンウ、日本語吹替 - 真殿光昭
主人公。かつて、猛攻隊の一員として活躍したエージェントで、ウェブトゥーンに漫画を投稿している売れない漫画家。15年の間に、ミナと結婚、娘のガヨンが生まれるも、未だに売れっ子になれない現状に嫌気がさしている。そのため、小遣い稼ぎとして工事現場で働いている。漫画には、主人公「ジュン」として登場する。
チョン・ドッキュ
演 - チョン・ジュノ、日本語吹替 - 赤坂柾之
かつては猛攻隊の冷徹な教官として、孤児だったジュンを引き取り、ジュンをはじめ、数多の精鋭を育て上げた。現在は、国家情報院で対テロ保安局局長を務めているが、ある日、テロを予告する書き込みがSNSであったことから捜査に乗り出し、場所を特定。この時に、イタズラ主である子供から、国家機密である猛攻隊が漫画になっている事を知る。40大きく過ぎているにもかかわらず、いまだに“バツなし”の独身。漫画にも「鬼教官」として登場するが、少し脚色されている。
チョル
演 - イ・イギョン、日本語吹替 - 伊藤有希　　
ジュンと同じように孤児で連れてこられた猛攻隊最後のエージェント。現在も国家情報院でエージェントをしている。ジュンとは年が離れているものの、ジュンを慕っており（日本語吹き替え、字幕では「ジュンさん」、原語音声では「형（ヒョン：兄さん）」と呼ばれている）、ジュンも、チョルを「弟分」としてかわいがっていた。チョルもまた、ジュンは死んだと思っていたウチの一人だったが、生きていると知るや、ドッキュや次長ヒョンドとともにジュンを追いつめるも、ヒョンドのやり方に嫌気がさし始める。
ヒョンド
演 - ホ・ソンテ
国家情報院次長。局長であるドッキュの上司。頭に血が上がりやすい性格で、どんな相手にも怒鳴り散らす。ジュンを「裏切者」として執拗に追いかけ、娘のガヨンでさえ、子供でありながら「裏切者の子とて容赦しない」と脅しの材料としてさらうなど、役人とは思えない下衆ぶりを発揮するが、どこか抜けている。
ミナ
演 - ファンウ・スルヘ
ジュンの妻。美術講師。事実上一家の大黒柱で、未だに漫画家として目が出ないジュンに焼いている。ジュンが勢いで書いた「暗殺要員：ジュン」の1話を、ちゃっかり読んで気に入り、勝手に配信してしまう。ジュンが過去を話さないため、ジュンが昔エージェントだったことを知らず、漫画の主人公「ジュン」が自分の夫だとも知らない。
キム・ガヨン
演 - イ・ジウォン
ジュンとミナの娘。ラッパーを夢見る学生で、大好きなヒップホップ音楽を大音量で聴く癖がある。ジュンにとっては良き理解者で、結果的にジュンが「暗殺要員：ジュン」を書くきっかけとなる。ミナ同様、ジュンの過去は知らなかったが、漫画にかかわる一連の出来事を通じ、漫画が自分の父親の過去の話だと受け止める。
ジェイソン・リー
演 - チョ・ウン
国籍不詳のテロリストのボス（一応、韓国系と言われている）。ジュンの因縁の相手で、右目を失明、その周りは酷いやけどの痕が残っている。漫画でもそのままの形で登場し、そうなった経緯が描かれている。

## 用語
「暗殺要員：ジュン」
ジュンが酔った勢いで書いたスパイ・アクション漫画。だが、内容はジュンが猛攻隊のエースとして過ごした過去を、脚色してあるものの、ほとんどそのままで書かれている実質的なノンフィクション漫画である。また登場人物の名前も、仮名を振らず、実名そのままで登場する。

## 楽曲
劇中歌　
HAON Feat. Sik-K「Boong Boong」、ドランクンタイガー「Monster (Korean version)」
エンドソング　
CRASH「What Do You Really Want」 韓国のロックバンドで2003年に彼らが発表した楽曲。原題は「니가 진짜로 원하는게 뭐야 （意味：お前が本当に欲しいものは何だ）」
さらに、映画「猟奇的な彼女」の楽曲である「I Bellieve」が、ピアノアレンジで起用されているシーンがある。